# I. e. 128
Évszázadok: i. e. 3. század – i. e. 2. század – i. e. 1. század
Évtizedek: i. e. 170-es évek – i. e. 160-as évek – i. e. 150-es évek – i. e. 140-es évek – i. e. 130-as évek – i. e. 120-as évek – i. e. 110-es évek – i. e. 100-as évek – i. e. 90-es évek – i. e. 80-as évek – i. e. 70-es évek
Évek: i. e. 133 – i. e. 132 – i. e. 131 – i. e. 130 –  i. e. 129 – i. e. 128 – i. e. 127 – i. e. 126 – i. e. 125 – i. e. 124 – i. e. 123

## Események

### Róma
- Titus Annius Rufust és Cnaeus Octaviust választják consulnak.

### Hellenisztikus birodalmak
- Kihasználva a Szeleukida Birodalom válságát, Ióhannész Hürkanosz zsidó király elfoglalja Madabát és a moábiták területeit.
- Az egyiptomi belháborúban II. Kleopátra kénytelen Szíriába menekülni, ahol felajánlja a trónt II. Démétriosz szeleukida királynak. Démétriosz megindul és ostrom alá veszi az egyiptomi határvárost, Pélusziont. VIII. Ptolemaiosz egyiptomi fáraó egy trónkövetelőt - a pletykák szerint egy felszabadított rabszolgát - küld Szíriába, aki I. Alexandrosz fiának (más források szerint VII. Antiokhosz adoptált fiának) adja ki magát és felveszi a II. Alexandrosz nevet. Antiokheia népe - ahol Démétriosz nagyon népszerűtlen - megnyitja a kapuit Alexandrosz előtt és Démétriosz az ostrommal felhagyva északra siet.
- a delphoi himnuszok (az első zeneművek, amelynek ismerjük a szerzőjét) komponálása.

### Kína
- A hsziungnuk 20 ezres sereggel betörnek Kína északi határvidékére, rabszolgává tesznek 3 ezer embert és megostromolják a helyi hadvezér táborát, aki kénytelen visszavonulni. Vu császár válaszul két sereget küld a nomádok ellen.

## Fordítás
- Ez a szócikk részben vagy egészben  a(z)   128 av. J.-C. című francia Wikipédia-szócikk ezen változatának fordításán alapul.  Az eredeti cikk szerkesztőit annak laptörténete sorolja fel. Ez a jelzés csupán a megfogalmazás eredetét és a szerzői jogokat jelzi, nem szolgál a cikkben szereplő információk forrásmegjelöléseként.